# Ebano
Ebano är en kommun i Mexiko.   Den ligger i delstaten San Luis Potosí, i den centrala delen av landet, 300 km norr om huvudstaden Mexico City. Antalet invånare är 41 529. Arean är 695 kvadratkilometer.
Terrängen i Ebano är platt.
Följande samhällen finns i Ebano:
- Ponciano Arriaga
- Aurelio Manrique
- Estación Velazco
- Antigua Reforma
- El Tronconal